# Обстріли Луцька
Обстріли Луцька розпочалися після початку вторгнення Росії в Україну з серії авіаударів з боку РФ та Білорусі.

## Перебіг подій

### 2022

#### Лютий
24 лютого російські війська завдали авіаударів по військовому аеродрому. Повідомляється про 6 вибухів.

#### Березень
11 березня були завдані повторні удари по аеродрому, що спровокували пожежу. Загинули 4 військовослужбовці.
27 березня ракети випущені з території Білорусі завдали удару по нафтобазі, що спровокувало пожежу. Нафтобаза зазнала серйозних ушкоджень. Ліквідувати пожежу вдалося 29 березня.

#### Жовтень
22 жовтня було завдано ракетного удару по енергетичній інфраструктурі. Вибуховою хвилею пошкоджено приватний будинок, одна людина поранена. Внаслідок цього частина міста залишилась без електроенергії та водопостачання. Міський голова повідомив, що енергетичний об'єкт зазнав критичних пошкоджень.

### 2023

#### Серпень
15 серпня під час масованої ракетної атаки росіяни поцілили у промислове підприємство «СКФ Україна». Голова Волинської ОДА повідомив про загибель трьох працівників підприємства, також декілька осіб постраждали.

### 2024

#### Серпень

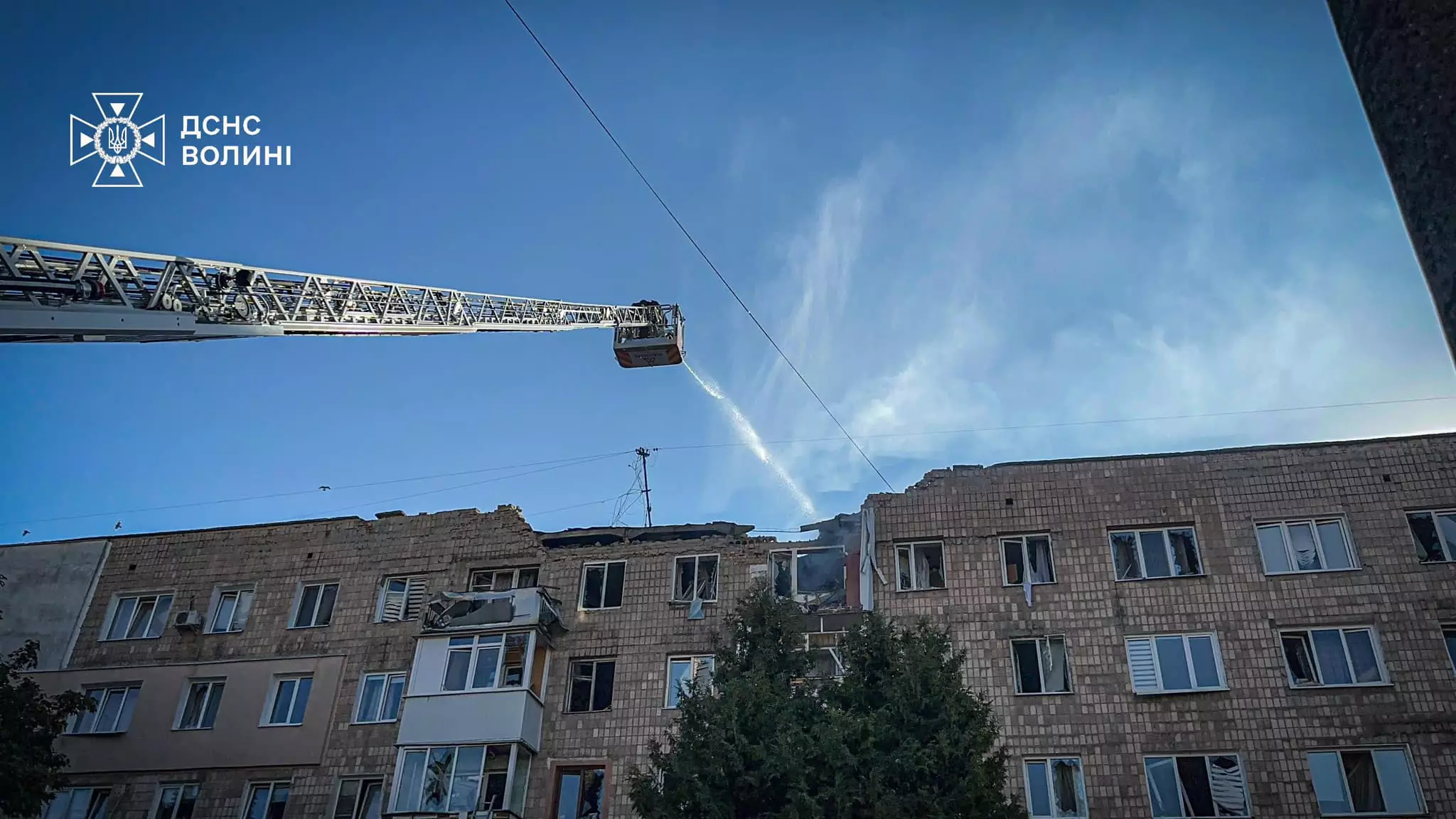
Наслідки російського обстріу по багатоповерхівці на проспекті Відродження

Вранці 26 серпня внаслідок російського обстрілу було пошкоджено багатоповерхівку, було поранено 5 людей та 1 загинула.

### 2025

#### Червень
6 червня, вранці, було здійснено масовану атаку на місто. Здійснено влучання в будинок. 5 постраждалих, 2 загиблих. Під обстріл потрапив готель, в якому перебували спортсмени та тренери збірної України з легкої атлетики.

#### Липень
У ніч проти 9 липня російські окупанти здійснили рекордну атаку по Україні, випустивши загалом 741 дрон. Основним напрямком масованого удару стала Волинська область, зокрема — місто Луцьк. Внаслідок атаки сталося загоряння на території гаражного кооперативу та на одному з приватних підприємств.
У ніч на 12 липня російські війська здійснили комбіновану атаку на місто, застосувавши ударні безпілотники та ракети. Внаслідок удару знищено приватний житловий будинок, пошкоджено інші оселі та автомобіль.